# サンタクロース村

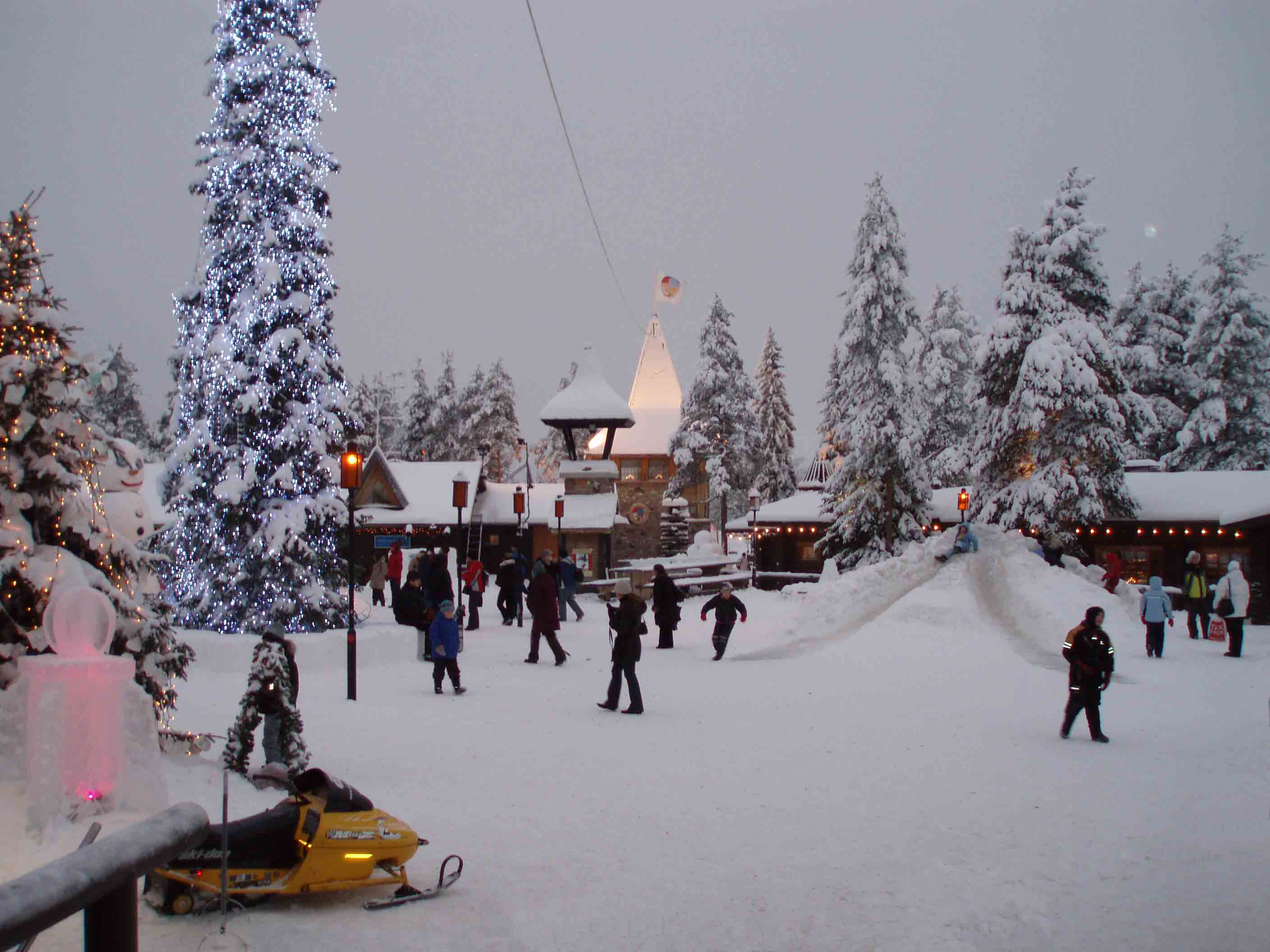
冬季の昼間のサンタクロース村の様子（2005年12月）。北極線上にあるため冬至頃は極夜となっている。

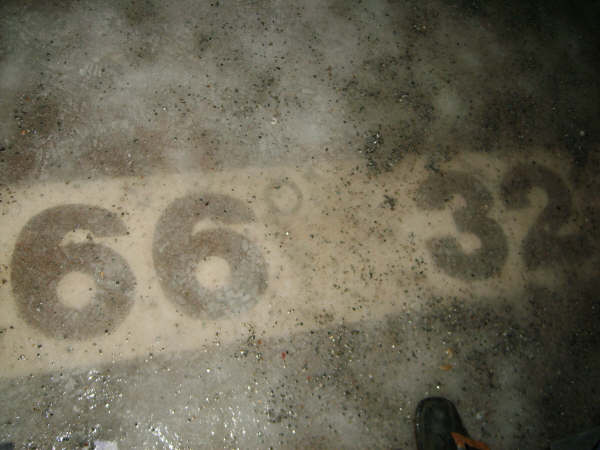
サンタクロース村内を横切る北極線。

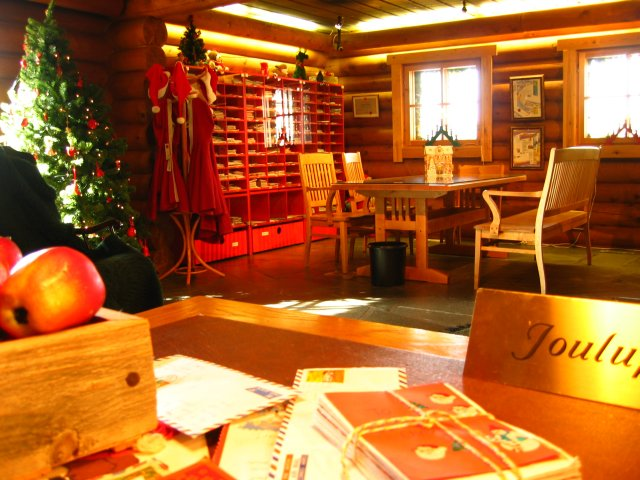
サンタクロース郵便局

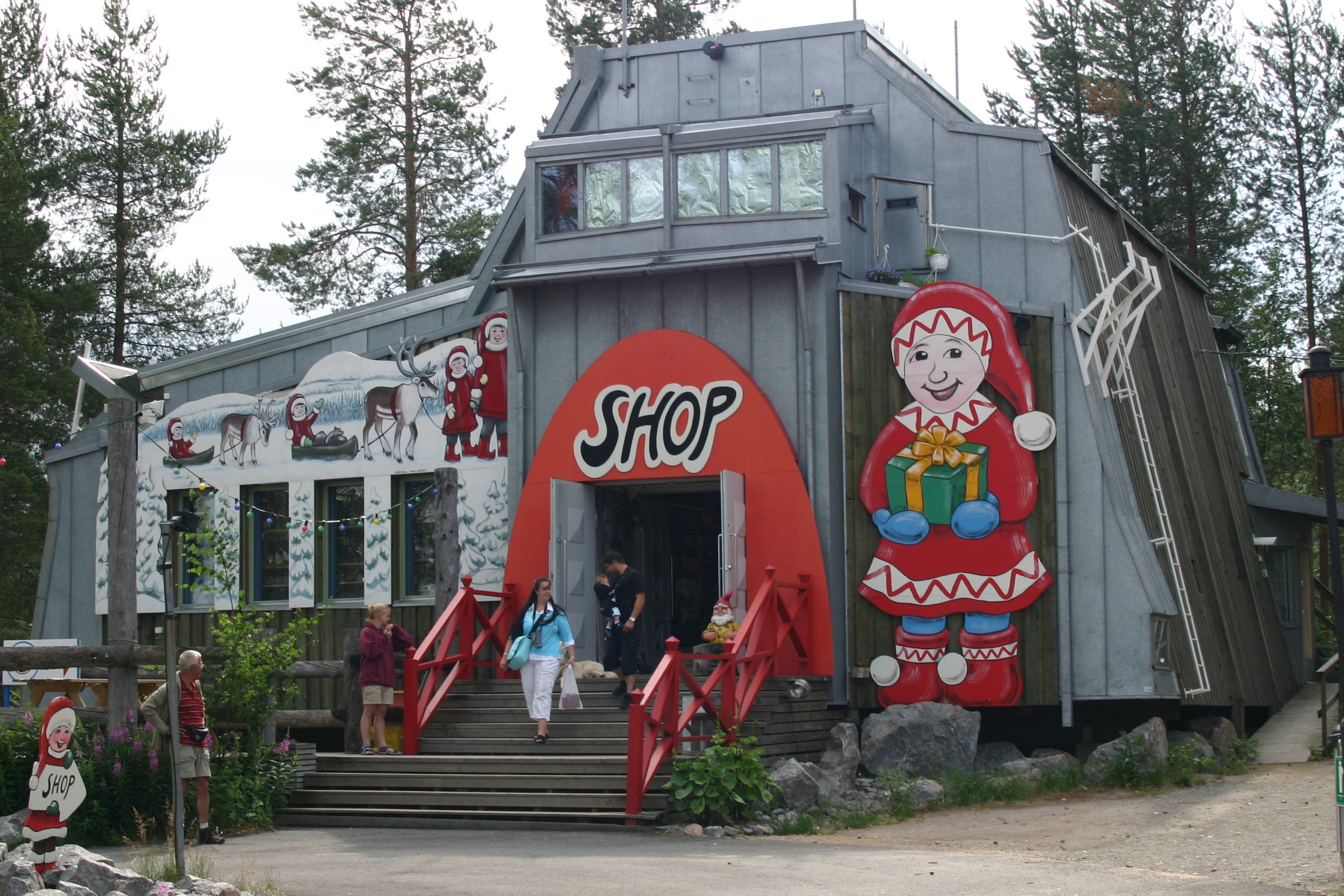
夏季のサンタクロース村（2006年7月）。夏至頃は白夜となる。

サンタクロース村（サンタクロースむら、フィンランド語: Joulupukin Pajakylä、英語: Santa Claus Village）は、フィンランドのロヴァニエミ市近郊にある。

## 概要
サンタクロース村は、ラップランドのフィンランド国内部分にあたるラッピ県にあり、州都・ロヴァニエミ市中心街から北東へ8km離れた北極線上にある。一方、サンタクロース（フィンランド語ではJoulupukki、ヨウルプッキ）は、サンタクロース村から北へ300km離れたコルヴァトゥントゥリ（ラップランド内）の山中で、サンタクロースの手伝いをする妖精のトントゥと一緒に住んでいる。
サンタクロース村には、サンタクロース・オフィス、サンタクロース郵便局、クリスマスグッズの店などが建てられており、毎年、世界中から何十万人もの人々が訪れる。サンタクロース村では毎日サンタクロースに会うことができ、記念撮影も可能。また、サンタクロース郵便局では、事前に申し込むと、エアメールでクリスマス前にサンタクロースから手紙が届く。
サンタクロース村への観光客の多くはイギリス、ドイツ、ロシア、フランス、アイルランド、中国、日本、インドなどの国出身である。近年、アメリカ合衆国からやってくるアメリカ人が著しい伸びを見せ、2005年には4.7%を占めるまでになった。

## クリスマスシティネットワーク
クリスマスシティネットワーク (Christmas Cities network) は、2005年11月にサンタクロース村に新たに設置されたサンタミュージアム (Christmas House) の開館式に参加した、クリスマスと関連する以下の7つの都市等により結成された。仙台市の場合は、表向きはSENDAI光のページェントにおける「サンタパレード」との関連により参加したのだが、同2005年3月に同市青葉区に開館した仙台フィンランド健康福祉センター（フィンランドの国家プロジェクトと仙台市による国際共同事業）との関連もある。
- シュタイアー市（オーストリア・オーバーエスターライヒ州）
- セレスタ市（フランス・アルザス地域圏バ＝ラン県）
- 仙台市（日本・宮城県）
- ダラム県（イギリス）
- ヒンメルプフォルト村（ドイツ・ブランデンブルク州オーバーハーフェル郡）
- ミーヴァトン湖（アイスランド・フーサヴィーク）
- ロヴァニエミ市（フィンランド・ラッピ州）

## アクセス
- ロヴァニエミ空港から南東に約2km。

ヘルシンキ・ヴァンター国際空港からの国内線でのアクセスが主で、フィンエアー、ノルウェー・エアシャトルがロヴァニエミ空港へ就航している他、国際線では、ロンドン/ガトウィックへノルウェー・エアシャトルが、イスタンブールへターキッシュ エアラインズ(2019年12月より)が就航している。